# 大阪狭山市立第七小学校
大阪狭山市立第七小学校（おおさかさやましりつだいななしょうがっこう）は、大阪府大阪狭山市にある公立小学校。
従来の大阪狭山市立東小学校・大阪狭山市立西小学校2校の校区を再編し、1990年に市内で7番目の小学校として開校した。